# Нижнее Пронге
Ни́жнее Про́нге — поселок в Николаевском районе Хабаровского края. Административный центр Нижнепронгенского сельского поселения. Расположено на берегу Амурского лимана, в 59 километрах от районного центра — города Николаевск-на-Амуре.

## История
Впервые мыс Пронге был подробно описан членами Амурской экспедиции в 1853 году.

## Население
| 2002 | 2010 | 2011 | 2012 | 2021 |
| ---- | ---- | ---- | ---- | ---- |
| 463  | ↘307 | ↘305 | ↘295 | ↘118 |

## Экономика
Основу экономики посёлка составляют добыча и переработка рыбы. В селе находится база рыболовецкой артели «Нижнее Пронге» и участок рыболовецкой артели им. Блюхера.